# Stefano Tempesti
Stefano Tempesti (* 9. června 1979, Prato, Itálie) je italský vodní pólista. Na Letních olympijských hrách 2012 v Londýně získal stříbrnou medaili. Zúčastnil se čtyř olympijských her. Je též mistrem světa z roku 2011.